# Pronephrium gymnopteridifrons
Pronephrium gymnopteridifrons är en kärrbräkenväxtart som först beskrevs av Bunzo Hayata, och fick sitt nu gällande namn av Holtt. Pronephrium gymnopteridifrons ingår i släktet Pronephrium och familjen Thelypteridaceae. Inga underarter finns listade.